# Achaea praestans
Achaea praestans is een vlinder van de familie van de spinneruilen (Erebidae). De wetenschappelijke naam van deze soort is voor het eerst voorgesteld als Ophisma praestans door Achille Guenée in een publicatie uit 1852.

## Verspreiding
De soort komt voor in tropisch Afrika waaronder Ivoorkust, Ethiopië, Kenia, Tanzania, Malawi, Mozambique, Zimbabwe, Zuid-Afrika, Eswatini en Madagaskar.

## Waardplanten
De rups leeft op Cassipourea gummiflua Tul. (Rhizophoraceae).